# Головино (Артинський міський округ)
Голо́вино (рос. Головино) — присілок у складі Артинського міського округу Свердловської області.
Населення — 8 осіб (2010, 18 у 2002).
Національний склад станом на 2002 рік: марійці — 61 %, росіяни — 39 %.